# Красноармейский район (Волгоград)
Красноарме́йский район — самый южный район Волгограда.
Красноармейский район образован 21 марта 1944 года. Первые поселения на территории района появились в начале XVIII века.
Площадь района — 133,41 км² или 15,5 % от площади города. Протяженность района — 35 км, что равняется расстоянию от района до центра города. Численность населения — 168,598 тыс. человек. Район неофициально разбит на две части — доканальную (предканальную) и заканальную. Соответственно, он имеет два центра: один — бульвар Энгельса — находится в доканальной (предканальной) части, другой — пересечение проспектов Героев Сталинграда и 40 лет ВЛКСМ возле кинотеатра Юбилейный — неофициальный центр заканалья.
Глава администрации — Коротков Борис Борисович.

## История

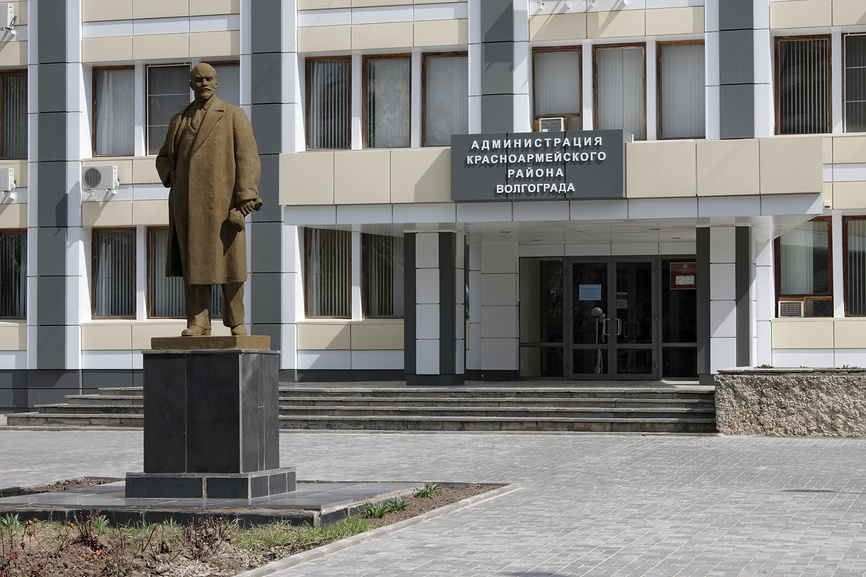
Администрация района

Образован 21 марта 1944 года, однако первые поселения появились в XVIII веке (немецкая колония гернгутеров Сарепта).
В 1920 году Сарепта переименована в посёлок Красноармейск, который в 1931 году был присоединён к Сталинграду и до 1944 года был в составе Кировского района.

## Население
| 1970     | 1979     | 1989     | 2002     | 2009     | 2010     | 2012     |
| -------- | -------- | -------- | -------- | -------- | -------- | -------- |
| 137 084  | ↗161 714 | ↗177 912 | ↘175 420 | ↘170 372 | ↘169 530 | ↘168 598 |
| 2013     | 2014     | 2015     | 2016     | 2017     | 2018     | 2019     |
| ↘168 188 | ↘167 788 | ↘166 952 | ↘166 152 | ↘165 223 | ↘164 076 | ↘162 945 |
| 2020     | 2021     |          |          |          |          |          |
| ↘161 759 | ↗163 875 |          |          |          |          |          |

## Достопримечательности

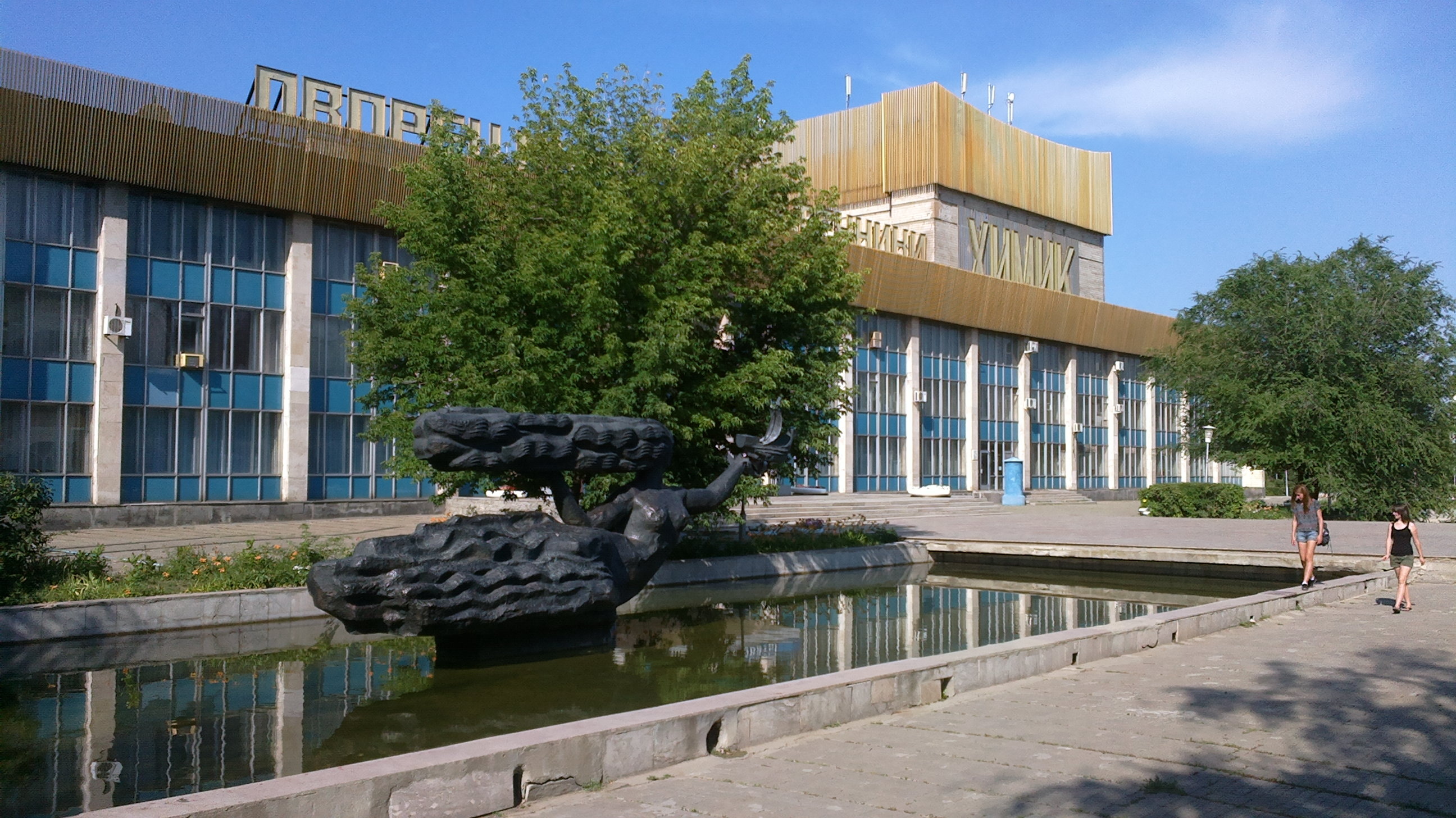
ДК «Химик»

Памятник Ленину у входа в Волго-Донской канал

- Государственный историко-этнографический и архитектурный музей-заповедник «Старая Сарепта» — находится в доканальной части района, вокруг площади Свободы.
- Волго-Донской судоходный канал. Арка первого шлюза канала является логическим продолжением набережной Красноармейского района.
- Памятник Ленину. Самый большой в Европе памятник Ленину (высота постамента — 30 метров, скульптуры — 27 метров). Скульптура работы Евгения Вучетича расположена на районной набережной. Ранее на этом постаменте стоял памятник Сталину. Некоторые[кто?] источники предлагали перенести сюда скандально известный памятник Петру I работы Церетели.
- Скульптура бегемота — установлена в 2008 году возле развлекательного комплекса «Гиппопо» как дар скульптора всем волгоградским детям. Автор памятника, отлитого из бронзы — Зураб Церетели.
- Кафе в виде самолета — неофициальная достопримечательность, расположенная в парке возле набережной. Корпус настоящего самолета используется как городское кафе.[значимость факта?]
- Памятник первому учителю — был установлен в день учителя в 2010 году на Бульваре Энгельса. Автор памятника волгоградский скульптор А. В. Пахота. Архитектор Норкин Михаил.

## Инфраструктура

### Транспорт
До района можно добраться на автобусе, маршрутном такси, электропоезде.
Внутри района действует трамвайная (маршрут № 11, 31 единица) и ранее существовала троллейбусная (маршруты № 5 (работал в 1969-1997 гг.) и №6 (работал в 1969-2016 гг.)) системы, не связанные с остальной сетью электротранспорта Волгограда, а также 5 городских (2, 55, 77, 79, 79а), 1 сезонный (32) и 14 пригородных (103, 104, 104д, 114, 115, 116, 116д, 117, 118, 122, 125, 125д, 127, 130) автобусных маршрутов, 8 городских (5с, 15а, 29с, 43б, 69, 70а, 83, 94) и 5 пригородных (115, 117к, 154, 257, 258) маршрутов маршрутных такси.
На территории района находится железнодорожная станция Сарепта и 7 железнодорожных платформ, автовокзал «Южный»
Маршруты электротранспорта:
- Трамвай № 11: Судоверфь-Завод Каустик

Закрытые маршруты троллейбусов:
Троллейбус № 6: Набережная-Завод Каустик
- Троллейбус № 5: Набережная-Сажевый завод

Закрытая линия электропоездов:
- В Красноармейском районе в начале 2000-х был закрыт двухкилометровый участок линии электропоездов от станции Шпалопропитка до станции Мачтозавод. Восстановление пока не планируется.

Нереализованные проекты:
- В конце 1970-х пуск трамвая № 12, который должен был частично дублировать одиннадцатый маршрут.
- Продление линии электропоездов от станции Южной до Светлого Яра.
- Полная замена трамвайного движения троллейбусным. Планировалось к середине 1990-х.

### Промышленность

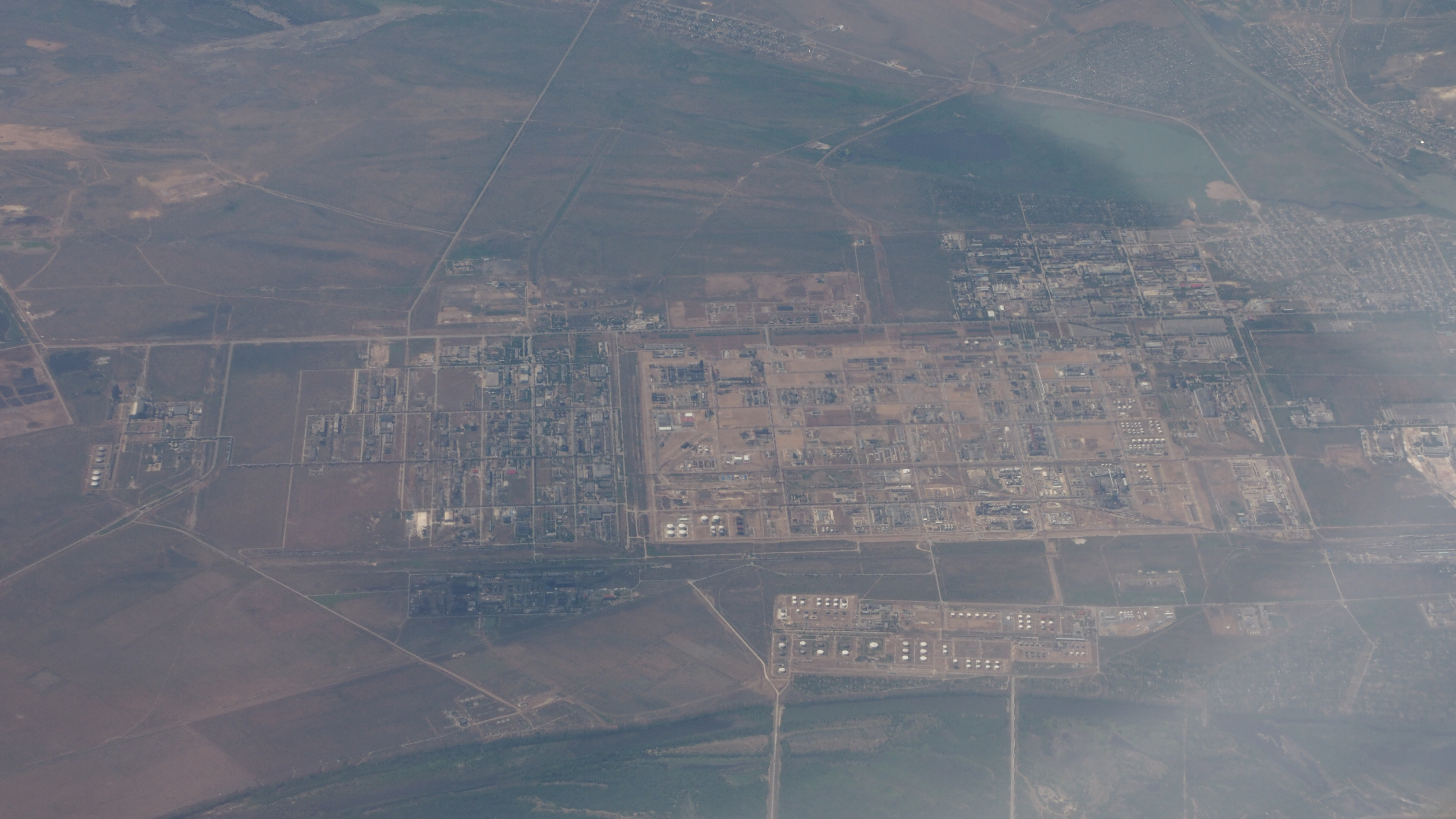

Красноармейский район — промышленный район Волгограда. На его территории расположено множество заводов:
- ООО «Лукойл-Волгограднефтепереработка»
- ОАО «Каустик»
- Омский завод технического углерода Волгоградский филиал
- ОАО «Волгоградский судостроительный завод» — из ОАО «Волгоградский судостроительный завод» в 2006 г. выделен в отдельное производство «Волгоградский завод спецмашиностроения» (ООО ВЗСМ), сам «Волгоградский судостроительный завод» прекратил хозяйственную деятельность в 2012 году.
- ОАО «Красноармейский судоремонтный завод»
- ОАО «Волгоградский керамический завод»
- ОАО «Промстройконструкция»
- ООО Волгоградский горчичный маслозавод «Сарепта»
- Волгоградский завод ОАО «Северсталь-Метиз» — бывший Волгоградский сталепроволочный-канатный завод.
- Волгоградская ТЭЦ-2
- ООО «Сарептская мельница»
- ГУП ВОСХП «Заря»
- ЗАО «Красноармейский хлеб»
- Сарептский шпалопропиточный завод — закрыт в 2011 г.

### Вузы
- Красноармейский механико-металлургический факультет Волгоградского государственного технического университета
- Волгоградский Филиал Московского Финансово-Юридического университета (МФЮА)

Колледжи и техникумы
- Волгоградский техникум железнодорожного транспорта и коммуникаций
- Волгоградский индустриальный техникум